# Hypocecis cirrhocrena
Hypocecis cirrhocrena är en fjärilsart som beskrevs av Edward Meyrick 1929. Hypocecis cirrhocrena ingår i släktet Hypocecis och familjen stävmalar. Inga underarter finns listade i Catalogue of Life.